# Chuj (etnia)
Los Chuj son un grupo étnico de la familia maya que reside tanto en Guatemala como en México. Su lengua nativa, conocida como chuj, es parte de la familia de lenguas mayas llamada Q'anjobalan-Chujean. En Guatemala, la mayoría de los Chuj viven en el departamento de Huehuetenango, concentrados en los municipios de San Mateo Ixtatán, Nentón, y San Sebastián Coatán. 

## Historia
La etnia chuj existió desde el período posclásico en donde empezaron a desarrollarse y sobrepoblarse. Existen muchos relatos sobre cual fue el verdadero origen de este pueblo; según dicen que los primeros pobladores chuj fueron personas procedentes de cuatro grupos distintos que fueron los tzapaluta, que actualmente habitan México; los pobladores que habitan en el municipio de San Mateo Ixtatán, que eran parte de los tzapaluta; los pobladores que actualmente viven en el municipio de San Sebastián Coatán, y los actuales pobladores que viven en el municipio de Santa Eulalia. Los chujes tomaron tierras del departamento de Huehuetenango, y se establecieron en el municipio de San Mateo Ixtatán. En ese municipio existe una zona arqueológica en donde se establecieron en el período clásico mesoamericano. Durante la época del conflicto armado interno, los pobladores tuvieron que marcharse del país y vivir en México para proteger su vida, y fue así como se poblaron también en ese país.

## Tradiciones
La cultura del pueblo chuj es rica y amplia en tradiciones, arqueología e idioma. En los primeros días de noviembre, los chujes tienen una ceremonia que fue originada por Maxtol, que es una autoridad que encarna todos los cambios y también todas las cosas de este pueblo. En el día de los muertos es una figura, que dirige actividades recordando que para ellos es un día que recuerda un paso más por la vida, que sobrellevará a la muerte y transcurrirá su ciclo más allá de nuestra comprensión.

### Religión
Las personas de la etnia chuj están centrados en la fe cristiana, pero no pierden del todo su influencia maya; a lo que se refiere, es que siguen la influencia de cada religión como por ejemplo, en la fe cristiana, adoran a santos como Cristo de Esquipulas, y en la influencia maya, creen en nahuales y hacen pactos con el guardián de los cerros.
Además, su patrono es el cristo negro de Esquipulas, los chuj le pedían durante las noches que les ayude con sus cultivos para que crecieran como ellos querían que crecieran. Los pactos con el guardián de los cerros se hacían en las noches para que este proteja su hogar.
El rito del Cajonado
La tradición que sustenta el cajonado se mantiene a través de prácticas: un rito complejo que
atraviesa el plano humano y el divino. El respeto al objeto es la forma de transmitir la veneración a lo que este representa frente a la condición humana. El Alcalde rezador y su esposa (la
Alcaldesa rezadora) son quienes sustentan la responsabilidad del rito, esto, compartido con las
otras instituciones ya mencionadas (Maxtoles, Pixcales, Ajlesal y Ajchum):
En esa época, siempre respetabas, te arrodillabas en la entrada, te persignabas, orabas y
luego procedes a tus actividades. El alcalde rezador y la alcaldesa rezadora, son los
máximos cuidadores, cumplen con la abstinencia sexual (…) las jovencitas o púberes
eran las que se encargaban de cuidarle y estaban a su servicio. Sólo les daban sal por el
servicio, tanto para el primero y segundo alcalde rezador con las respectivas rezadoras,
dos primeros alcaldes, dos segundos alcaldes, o sea que son cuatro rezadores y cuatro
rezadoras, se turnan por pareja con su respectiva rezadora para sus actividades.
Nahual : es el Espíritu o la Energía, la fuerza que anima los diferentes días del calendario Tzolkin ; usualmente está relacionado con un animal regente, con el espíritu del animal que rige cada día.

### Cultura y costumbres
La cultura del pueblo chuj es rica y amplia en tradiciones, arqueología e idioma. En los primeros días de noviembre, los chujes tienen una ceremonia que fue originada por Maxtol, que es una autoridad que encarna todos los cambios y también todas las características de este pueblo. En el día de los muertos es una figura principal, que dirige las actividades recordando que para ellos es un día que recuerda un paso más por la vida, que sobrellevará a la muerte y transcurrirá su ciclo más allá de nuestra comprensión.

## Economía
La principal actividad económica es la agricultura

### Artesanía
Los chujes han sido reconocidos desde la época colonial por su gran habilidad para combinar colores y hacer artesanías originales. Una de las artesanías más famosas es el güipil, que se extiende hasta la cintura y cubre en forma de media luna los brazos de las mujeres. Además de eso, existen otras actividades artesanales que tienen igual relevancia y progreso para su economía como la cerería, la cerámica vidriada y la jarcia, en donde realizan diferentes útiles como jarros de barro, comales, etc. También realizan trabajos de hilos de maguey y elaboran elementos como bolsas, morrales y redes.

### Agricultura
La mayoría de las personas de la etnia chuj, han utilizado la agricultura como una actividad económica prioritaria. Desde hace mucho tiempo, la agricultura ha sido el medio económico más importante hasta el día de hoy. Las cosechas que más producían son los granos básicos como;
- maíz;
- frijol;
- arroz;
- manzanillo.

### Otras actividades
Hace más de 1000 años, en el Periodo Clásico, los pobladores se encargaron de explotar las minas de sal que se encuentran en el municipio de San Mateo Ixtatán. También existen otras actividades de importancia como el pastoreo de ovejas.

## Población
Alrededor de 70 000 personas pertenecen al grupo étnico chuj. Cuando se llega a esta región lo que sobresale inmediatamente son los colores y la transformación arquitectónica de sus viviendas. Las mujeres chuj son las indígenas que menos acceso a la educación han tenido en Guatemala ya que solo el 12,5 % sabe leer y escribir.